# Siirt (provincie)
Siirt (Koerdisch: Sêrt) is een provincie in Turkije. De provincie is 5406 km² groot en heeft 291.528 inwoners (2007). De hoofdstad is het gelijknamige Siirt.

## Bestuurlijke indeling

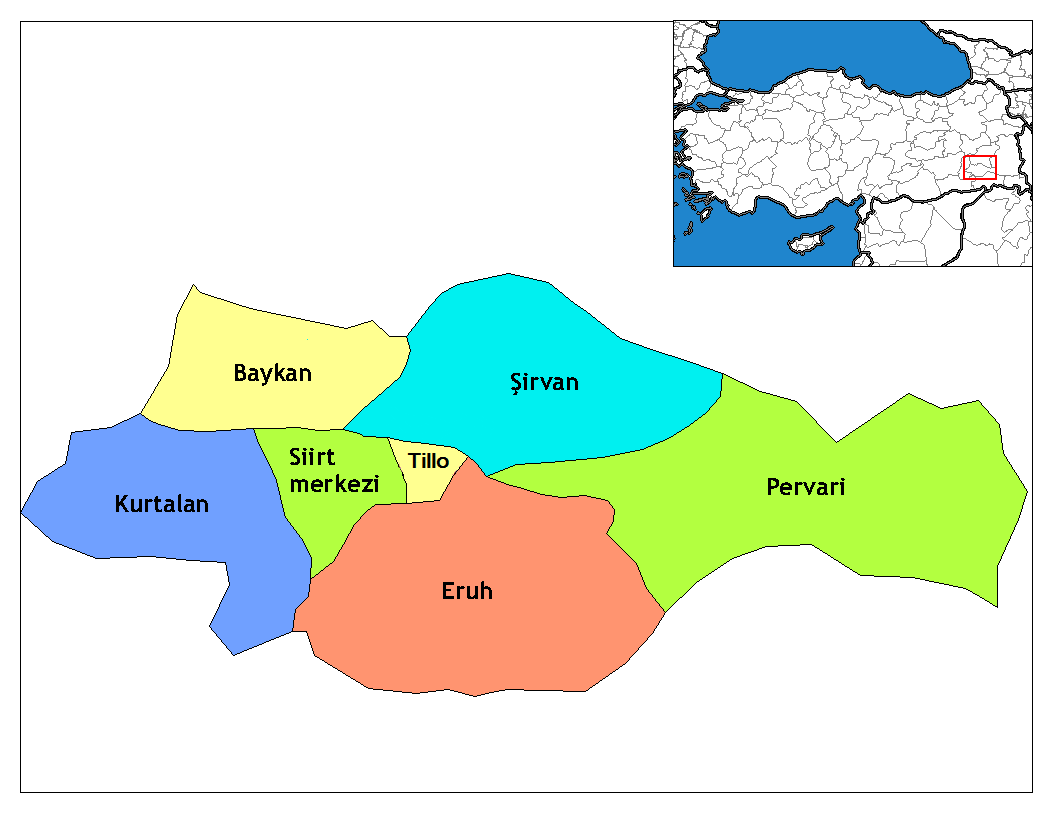
Districten van Siirt

### Districten
De provincie bestaat uit de volgende zeven districten:
| - Aydınlar - Baykan - Eruh - Kurtalan | - Pervari - Siirt - Şirvan |